# Делектус
Делектус, Делектус семян (от лат. Delectus — выбор, отбор) — своеобразный каталог ботанического сада, в котором публикуются сведения о семенах. В среднем ботанический сад рассылает около 200—300 экземпляров делектуса, который обновляется раз в год по итогам сбора семян на коллекциях и в экспедициях. Суть его создания в том, чтобы обмениваться семенами, — ботанический сад, получивший от другого сада делектус, может впоследствии сделать заказ на рассылку требуемых ему семян. Для оформления заказа на семена нужно заполнить дезидераты (от лат. Desiderata — предмет желания) и отправить их по почте.